# Anatotitan
Anatotitan és un gènere de dinosaure ornitòpode que visqué a Nord-amèrica a finals del Cretaci (entre 70 i 65 milions d'anys).
Era força similar a l'edmontosaure, però més lleuger i amb potes més llargues. Aquest dinosaure arribava als 12 metres de longitud i 7 tones de pes; era quadrúper però podia alçar-se sobre les dues potes del darrere; tenia un bec desdentat amb el qual recollia els vegetals que constituïen la seva dieta: agulles d'araucària, branques i llavors.

## Història
Els primers fòssil d'Anatotitan foren trobats a Montana i Dakota del Sud, Estats Units. Aquest espècimen fou anomenat per Ralph Champan i Michael K. Brett-Surman l'any 1990. Anatotitan fou originalment anomenat Anatosaurus (Llull i Wright, 1942).